# 新町谷川
新町谷川（しんまちだにがわ）は、徳島県美馬市を流れる吉野川水系の河川である。

## 地理
美馬市脇町田上の水源から南流し、脇町新町を通過してうだつの町並みよりやや西から吉野川の左岸に合流する。途中、馬木谷川と枝分かれする。

## 支流
- 馬木谷川
  - 袋谷川

## 流域の主な施設
- 脇町自動車学校
- 美馬市多目的体育館

## 流域の自治体
徳島県
美馬市